# ジョナサン・グスマン
- ジョナタン・グスマン[1]

ジョナサン・グスマン・ペーニャ（Jonathan Guzman Pena、男性、1989年7月17日 - ）は、ドミニカ共和国のプロボクサー。ボカ・チカ出身。元IBF世界スーパーバンタム級王者。ボブ・アラムのトップランク社所属。日本のマスメディアでは『ジョナタン・グスマン』という表記がされる場合もある。

## 来歴
2011年11月18日、プロデビューし、最終4回2分16秒TKO勝ちを収めた。
2012年11月3日、エメルソン・サントス・カルバルホとFECARBOX中米スーパーバンタム級王座決定戦で対戦し6回KO勝ちを収め王座獲得に成功した。グスマンはこの試合が初めての海外での試合だった。
2013年5月18日、ルイス・ヒノジョサと対戦し偶然のバッティングによる2回無効試合に終わりデビューからの連続KO勝利記録は12でストップした。
2013年8月24日、ホセ・ルイスとWBAフェデラテンバンタム級王座決定戦で対戦し2回2分22秒TKO勝ちを収め王座獲得に成功した。
2014年7月19日、マカオのザ・ベネチアン・マカオ内コタイ・アリーナでWBA・WBO世界スーパーバンタム級スーパー王者ギレルモ・リゴンドウと対戦が決まっていたが、最終的にファイトマネーで折り合いがつかず出場できなかった。
2014年10月4日、アメリカデビュー戦としてコネチカット州レッドヤードのフォックスウッズ・リゾート・カジノ内にあるMGMグランド・アット・フォックスウッズでエネストロ・ゲレーロと対戦し2回2分53秒TKO勝ちを収めた。
2015年5月23日、ボストンのアッガニス・アリーナで元WBC世界バンタム級シルバー王者クリスチャン・エスキベルと対戦し5回終了時棄権によるTKO勝ちを収めた。
2016年4月29日、ダニエル・ロサスと、アトランティックシティのトランプ・タージ・マハル内マーク・G・エテスズアリーナで対戦し5回と8回にダウンを奪い8回終了時棄権によるTKO勝ちを収めIBF世界スーパーバンタム級2位の座を手に入れた。
2016年7月20日、日本のリングに初登場。大阪府立体育会館で井岡一翔VSキービン・ララの前座で、カール・フランプトンの王座返上に伴いIBF世界スーパーバンタム級1位の和氣慎吾とIBF世界スーパーバンタム級王座決定戦を行い、ダウンを2回に2度、3回と5回に1度ずつ奪い、11回2分16秒TKO勝ちを収め王座獲得に成功した。この試合で稼いだファイトマネー9万ドルのうち、マネージャーやスタッフに支払いを済ませ、グスマンの手元に残った7万ドル（約730万円）全額を帰国中にスーツケースの中から盗まれた。
2016年12月31日、島津アリーナ京都でIBF世界スーパーバンタム級5位の小國以載（角海老宝石ボクシングジム）と対戦し、3回に生涯初ダウンを喫しプロ初黒星となる12回0-3（3者共112-115)の判定負けを喫し初防衛に失敗、王座から陥落した。
2018年9月7日、ボブ・アラムのトップランク社と契約した。
2018年11月16日、約2年ぶりの復帰戦をロベルト・カスタネダと対戦し、10回判定勝ちを収めた。
2021年10月30日、約1年9か月ぶりの試合をマディソン・スクエア・ガーデン・フールー・シアターでカルロス・ジャクソンと対戦し、判定負けを喫した。

## 獲得タイトル
- FECARBOX中米スーパーバンタム級王座
- WBAフェデラテンバンタム級王座
- IBF世界スーパーバンタム級王座（防衛0）